# Mistrzostwa Polski w Skokach Narciarskich 1928
9. Mistrzostwa Polski w Skokach Narciarskich – zawody o mistrzostwo Polski w skokach narciarskich, które odbyły się 18 marca 1928 roku na Wielkiej Krokwi w Zakopanem.
W konkursie o mistrzostwo Polski zwyciężył Bronisław Czech, srebrny medal zdobył Aleksander Rozmus, a brązowy - Władysław Żytkowicz.

## Wyniki konkursu
| Miejsce | Zawodnik                 | Klub              | Skok 1 | Skok 2 | Punkty |
| ------- | ------------------------ | ----------------- | ------ | ------ | ------ |
| 1. (1.) | Bronisław Czech          | SNPTT Zakopane    | 58,0   | 61,0   | 18,375 |
| 2. (2.) | Aleksander Rozmus        | TS Wisła Zakopane | 51,0   | 53,0   | 15,750 |
| 3. (4.) | Władysław Żytkowicz      | SNPTT Zakopane    | 38,0   | 42,0   | 11,875 |
| 4. (5.) | Franciszek Cukier        | SNPTT Zakopane    | 48,0   | 49,0   | 10,562 |
| 5. (6.) | Piotr Kolesar            | TS Wisła Zakopane | 40,0   | b.d.   | 9,375  |
| 6. (7.) | Franciszek Graca         | SNPTT Zakopane    | 40,0   | b.d.   | 9,187  |
| 7. (8.) | Szczepan Witkowski       | Czarni Lwów       | b.d.   | b.d.   | b.d.   |
| 8. (9.) | Antoni Gąsienica-Szostak | Sokół Zakopane    | b.d.   | b.d.   | b.d.   |

W nawiasach podano miejsce zajęte w zawodach z uwzględnieniem zagranicznych zawodników.
Trzecie miejsce w konkursie międzynarodowym zajął Czechosłowak Karl Vondrak.